# Vierscheibenhaus
Il Vierscheibenhaus (letteralmente: «casa a quattro lame») è un edificio per uffici sito nel centro storico della città tedesca di Colonia.
La denominazione dell'edificio deriva dal noto grattacielo Dreischeibenhaus («casa a tre lame») di Düsseldorf, costruito alcuni anni prima dagli stessi architetti e assurto a simbolo del miracolo economico tedesco.

## Storia
L'edificio fu costruito dal 1966 al 1970 su progetto dello studio Hentrich, Petschnigg & Partner per ospitare la sede della rete televisiva WDR.

## Caratteristiche
L'edificio si compone di quattro corpi di fabbrica (le «lame»), molto sviluppati in lunghezza (complessivamente 165 m) e affiancati fra loro in posizione sfalsata, il maggiore dei quali conta 8 piani e raggiunge un'altezza di 30 m.
La struttura dell'edificio è in calcestruzzo armato; le facciate sono costituite da pannelli prefabbricati in cemento nei quali si aprono le finestre secondo un disegno regolare.
Il Vierscheibenhaus è parte di un complesso di edifici di proprietà della WDR, che comprende anche il Funkhaus Wallrafplatz, il Filmhaus e l'Archivhochhaus.